# 米尼奧河

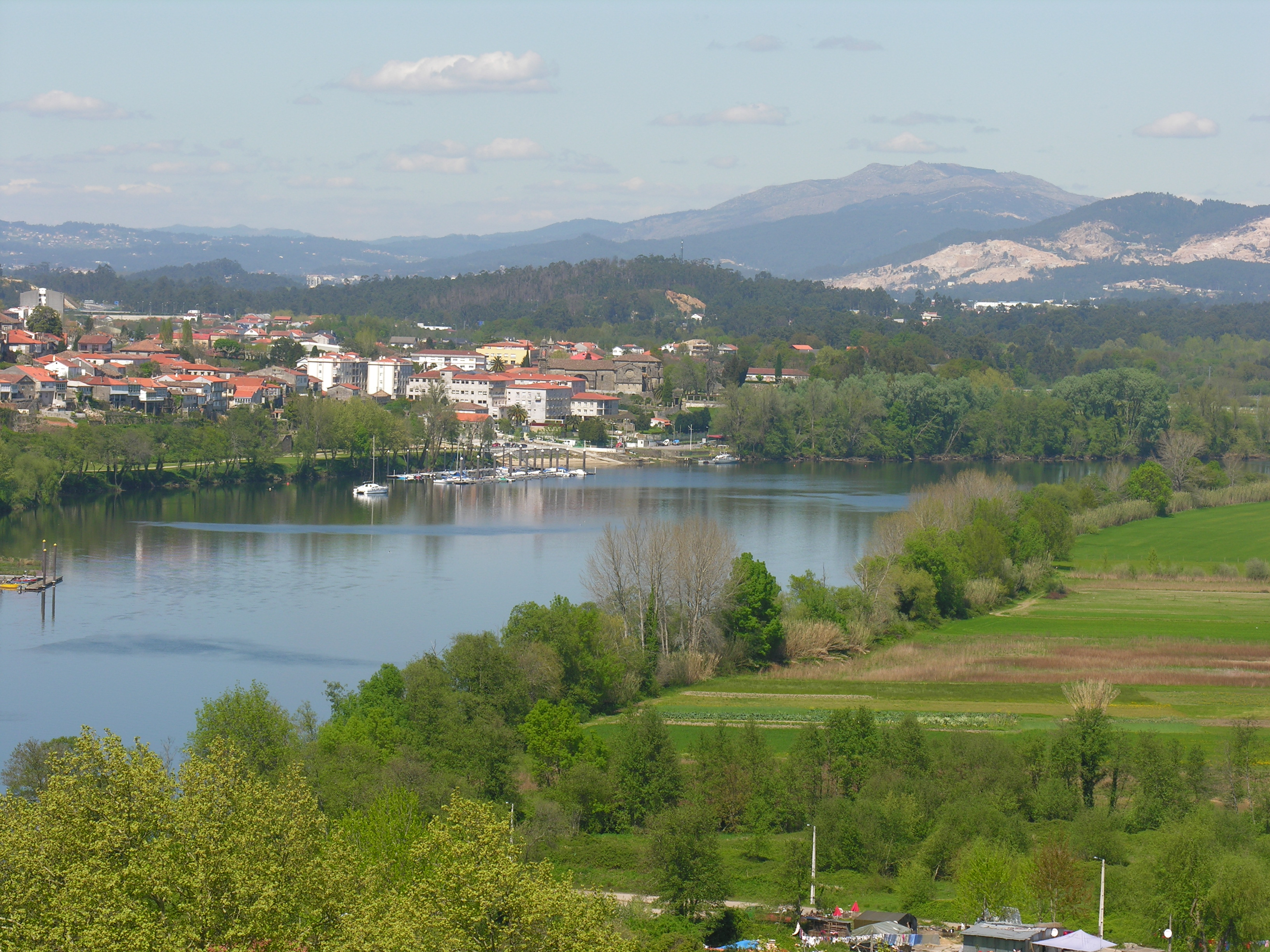
米尼奧河位於葡萄牙瓦倫薩鎮一段

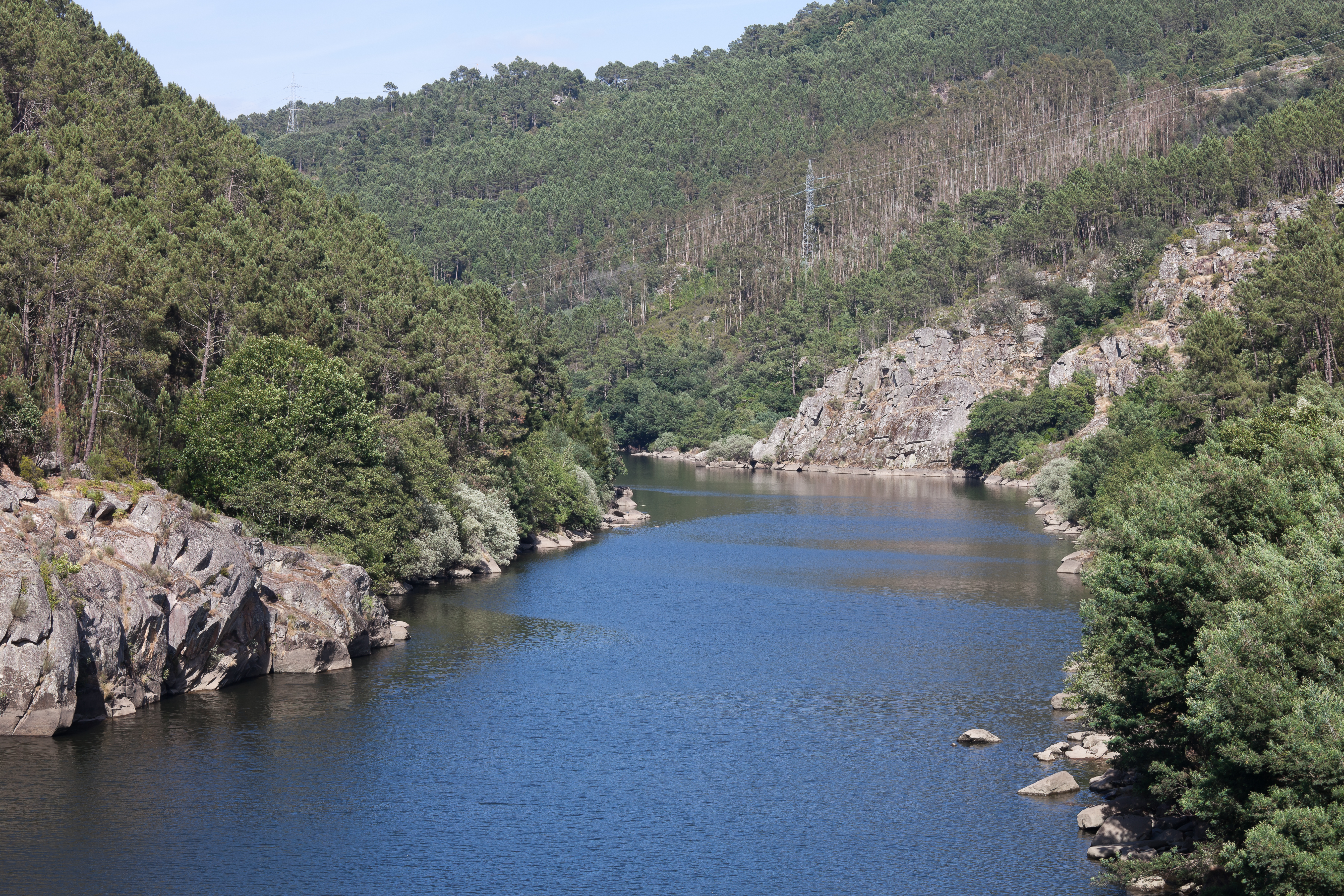
米尼奧河位於西班牙加利西亞一段

米尼奧河，又名米紐河（西班牙語：Río Miño；葡萄牙語：Rio Minho）是西歐的河流，位於伊比利亞半島西北部，流經西班牙和葡萄牙，最終注入大西洋，河道全長310公里，流域面積12,486平方公里，平均流量每秒340立方米。

## 外部連結
- Rio Miño: un rio maltratado (from archive.org)
- El Rio Miño y ciudad de Tui
- The Minho River Wine Tour （页面存档备份，存于）
- Minho River border （页面存档备份，存于）